# Bezkov
Obec Bezkov (dříve také Veskov, německy Weskau) se nachází v okrese Znojmo v Jihomoravském kraji. Žije zde 220 obyvatel.
Bezkov se rozkládá v údolí mezi Citonicemi a Mašovicemi, zhruba 8 km od Znojma. Obec vykoupila panský rybník, který se nachází uprostřed obce. V Bezkově se nachází kaple zasvěcení Neposkvrněnému početí Panny Marie, Hostinec U Drbalů, mateřská školka, spolek dobrovolných hasičů a nedaleko obce hájovna, hřbitov, několik křížů u cest, kulturní dům a knihovna.

## Název
Jméno vesnice bylo odvozeno od osobního jména Bezek (totožného s obecným bzek - "malý bez") a znamenalo "Bezkův matejek". Německé jméno vzniklo z českého (s častou záměnou b/w).

## Historie
Dne 17. listopadu 1924 bylo stanoveno ministerstvem vnitra název této obce Bezkov. Uvažovalo se také o názvu Veskov. Bezkov byl dříve spojen s Mašovicemi v jednu obec asi do roku 1867. Jsou o tom doklady v archivu v Bezkově, dříve byl totiž jen jeden radní, který sídlil v Mašovicích. Osada byla ve vlastnictví Křižovníků asi do roku 1848. Nejstarší záznam je zachován v Gruntovní knize od roku 1650 na listovním úřadě ve Znojmě.
Dne 11. května 1864 je první zmínka o bezkovské škole, kvůli místním sporům ze stavby sešlo až do roku 1893. Dětí bylo již na samotnou Mašovickou školu bylo příliš, tak bylo radou schváleno, že si sami na vlastní naklady mohou školu postavit. 15. října 1897 byla škola schválena. Hasičský sbor byl založen na jaře roku 1920. První náčelník byl p. Jan Molík. Obecní sýpka byla pak proměněna v nové hasičské skladiště a později roku 1923 si postavili rozhlednu u hasičského skladiště.

## Pamětihodnosti
- Kaple Panny Marie: postavena v letech 1854–1855 a financována občany obce
- Památná lípa kaplička: Nedaleko lípy stojí malá kaplička. Lípa je přes 300 let stará, její kmen má obvod 4,74 m.
- Hřbitov: založen roku 1908

## Obecní správa a politika
V letech 1990–1994 byl starostou František Klika, v letech 1994–2002 Šárka Freiová, v letech 2002–2014 byl starostou Jaroslav Kučera, v letech 2014–2019 Jiří Tunka. V současnosti tuto funkci vykonává Ing. Marek Pokorný.